# Thomas le Despenser, 1. Earl of Gloucester

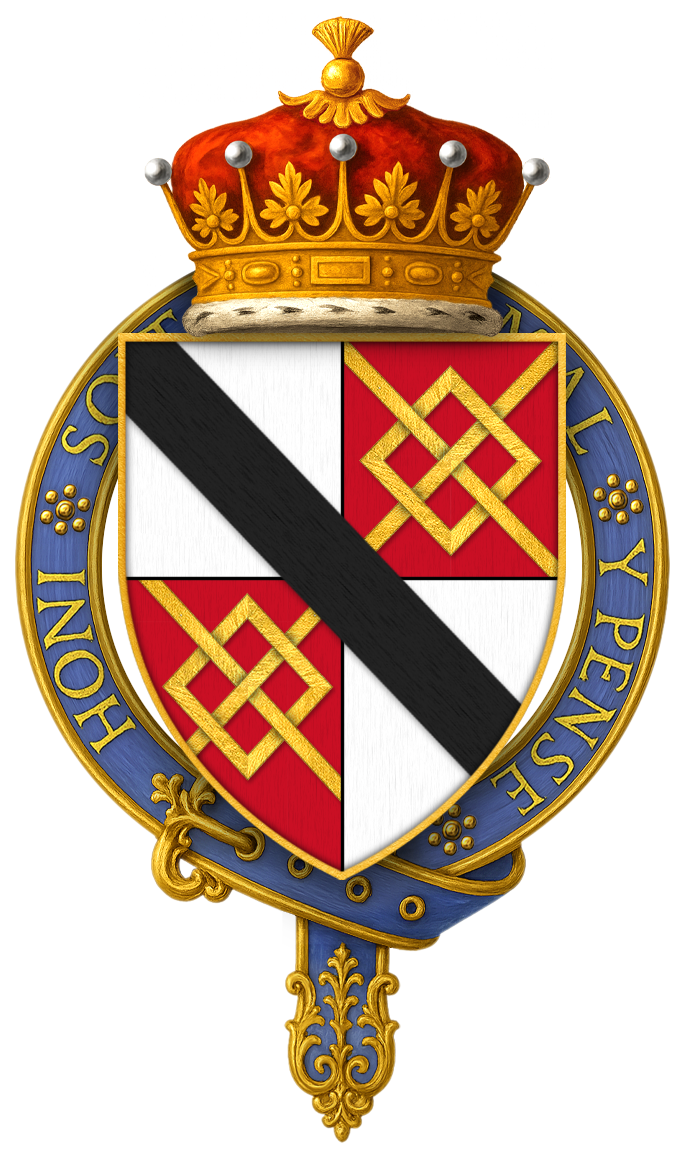
Wappen von Thomas le Despenser als Earl of Gloucester

Thomas le Despenser, 1. Earl of Gloucester KG (* 22. September 1373; † 13. Januar 1400 in Bristol) war ein englischer Adliger und Rebell.

## Herkunft und Jugend
Thomas le Despenser war der einzige überlebende Sohn von Edward le Despenser, 1. Baron Despenser und von Elizabeth Burghersh. Sein Vater starb bereits 1375, so dass er bis 1394 ein königliches Mündel wurde. Thomas erbte damit den Titel Baron le Despenser, doch während seiner Minderjährigkeit wurden seine Besitzungen, vor allem Glamorgan in den Welsh Marches, von der Krone verwaltet. Das Recht, ihn zu verheiraten, wurden an Edmund of Langley, Earl of Cambridge vergeben, einem Onkel des Königs. Vor 1384 heiratete er Constance Langley, die einzige Tochter seines Vormunds und dessen Frau Isabella von Kastilien. Despenser wuchs am Königshof auf und wurde ein enger Freund des jungen Königs Richard II. 1389 diente er unter Richard FitzAlan, 11. Earl of Arundel, dem Admiral of England, und 1391 begleitete er Thomas of Woodstock, den jüngeren Bruder seines Schwiegervaters und der jüngste Onkel des Königs, als dieser zu einem Kreuzzug im Baltikum aufbrach. Ihre Expedition scheiterte jedoch. Sie mussten vor Norwegen umkehren und wieder nach England zurückkehren. 1394 wurde Despenser volljährig und erbte die Ländereien seines Vaters.

## Höfling am Königshof

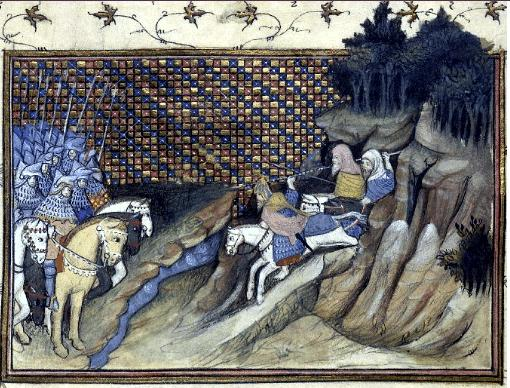
Thomas le Despenser (links) trifft den irischen König Art Mór mac Murchadha. Illustration aus der mittelalterlichen Chronik Histoire du roy d'Angleterre Richard II von Jean Creton

Sein Schwager Edward, Earl of Rutland, der älteste Sohn von Edmund of Langley, gewann bald großen Einfluss auf den König. Als Schwager von Rutland gehörte Despenser zu der Gruppe junger Adliger, durch deren Unterstützung der König im Juli 1397 seinen Staatsstreich durchführen und die Mitherrschaft der Lords Appellant beenden konnte. Als das Parlament am 21. September 1397 in Westminster zusammentrat, gehörte Despenser zu den acht Höflingen, die Thomas of Woodstock, 1. Duke of Gloucester, Richard FitzAlan, 11. Earl of Arundel und Thomas de Beauchamp, 12. Earl of Warwick, die drei führenden Lords Appellant, des Verrats beschuldigten. Zur Belohnung für seine Unterstützung erhob ihn der König am 29. September zum Earl of Gloucester. Dieser Titel wurde gewählt, weil seine Urgroßmutter Eleanor die älteste Schwester und Miterbin von Gilbert de Clare, dem letzten Earl of Gloucester aus der Familie Clare gewesen war. Dazu erhielt er große Teile der beschlagnahmten Besitzungen der Gegner des Königs, darunter Elmley Castle, sechs Güter in Worcestershire und die Herrschaft Elfael in den Welsh Marches. Weiter wurde er zum lebenslangen Constable von Gloucester Castle und zum Aufseher des Forest of Dean ernannt. Während des im Januar 1398 in Shrewsbury abgehaltenen Parlaments erreichte er, dass sein als Verräter hingerichteter Urgroßvater Hugh le Despenser rehabilitiert wurde. 1399 wurde Despenser in den Hosenbandorden aufgenommen.

## Rolle während des Sturz von Richard II.
Despenser unterstützte weiter die autokratische Herrschaft des Königs. Während des zweiten Feldzugs von König Richard II. nach Irland 1399 war er einer der stellvertretenden Kommandanten der Armee und befehligte die Nachhut. Er wurde mit Verhandlungen mit Art Mór mac Murchadha, dem irischen König von Leinster, beauftragt, konnte diesen jedoch nicht dazu bewegen, sich zu unterwerfen. Die Landung von Henry Bolingbroke, einem der verbannten Gegner des Königs, in England zwang den König, seinen irischen Feldzug abzubrechen. Nachdem er am 22. Juli 1399 in Pembroke gelandet war, beauftragte er Despenser, in seiner Herrschaft Glamorgan Truppen auszuheben, doch die Bewohner Glamorgans folgtem dem Aufruf ihres Lords nicht. Als König Richard II. sich mit Henry Percy, 1. Earl of Northumberland in Conwy Castle traf, verlangte der König, dass seine Gegner die Sicherheit von Despenser und sieben weitere Angehörige seines Gefolges garantieren sollten. Dennoch verließ Despenser wie die anderen Höflinge bald den König, als er erkannte, dass dessen Herrschaft zu Ende ging. Er gehörte zu den sieben Beauftragten, die am 30. September die Verurteilung und Absetzung des Königs verkündeten, während Henry Bolingbroke als Heinrich IV. neuer König wurde.

## Anklage, Rebellion und Tod
Während des ersten Parlaments während der Herrschaft von König Heinrich IV. musste sich Despenser zusammen mit vier anderen Baronen für seine Anklage der Lords Appellant 1397 verantworten. Dabei bestritt er jegliche Verantwortung am Tod von Gloucester in Calais. Er wurde schließlich am 3. November seines Titels Earl of Gloucester für verlustig erklärt, kurzzeitig im Tower of London inhaftiert und verlor seine 1397 erhaltenen Ämter und Ländereien. Er wollte zunächst England verlassen und sich einem Kreuzzug des Deutschen Ordens oder der Johanniterritter gegen Rhodos anschließen, doch im Januar 1400 schloss er sich der Revolte der Earls of Kent, Huntingdon und Salisbury an, die König Heinrich IV. stürzen und König Richard II. wieder auf den Thron setzen wollten. Der Versuch der Verschwörer, den König in Windsor Castle zu ergreifen und zu töten, scheiterte völlig. Sie flohen nach Cirencester, wo Despenser nur knapp der Gefangennahme durch die aufgebrachte Bevölkerung entkommen konnte und weiter nach Glamorgan flüchtete. Von Cardiff versuchte er mit einem Schiff ins Ausland zu fliehen, doch der Kapitän brachte ihn stattdessen nach Bristol, wo er ergriffen und als Verräter kurzerhand enthauptet wurde. Er wurde in Tewkesbury Abbey begraben.
Despenser war als einer der führenden Höflinge von König Richard II. bei der Bevölkerung äußerst unbeliebt. Diese Unbeliebtheit zeigte sich nicht nur durch das Verhalten der Bevölkerung 1399 in Glamorgan, sondern auch durch das Gerücht, das er angeblich noch kurz vor König Richards II. Sturz im August 1399 Humphrey of Buckingham, den jungen Sohn von Gloucester vergiftet hätte.

## Nachkommen
Aus seiner Ehe mit Constance Langley hatte er drei Kinder, darunter:
- Richard le Despenser, 4. Baron Burghersh (1396–1414)
- Isabel le Despenser, 5. Baroness Burghersh (1400–1439)

Seinen Titel Baron le Despenser erklärte das Parlament wegen seiner Rebellion 1400 für erloschen, seine Besitzungen wurden von der Krone beschlagnahmt. Seiner Witwe Constance wurden 1401 wieder seine Besitzungen zugesprochen.